# Lepidotrigla bispinosa
Lepidotrigla bispinosa és una espècie de peix pertanyent a la família dels tríglids.

## Descripció
- Fa 16 cm de llargària màxima.[5][6]

## Alimentació
Menja principalment crustacis i mol·luscs.

## Hàbitat
És un peix marí, demersal i de clima subtropical que viu entre 9-115 m de fondària.

## Distribució geogràfica
Es troba a l'Índic occidental: Bahrain, l'Índia, l'Iran, Kuwait, Oman, el Pakistan, Qatar, l'Aràbia Saudita, Somàlia, els Emirats Àrabs Units i Israel.

## Observacions
És inofensiu per als humans i la seua carn és ferma i deliciosa.